# Benigno Fitial

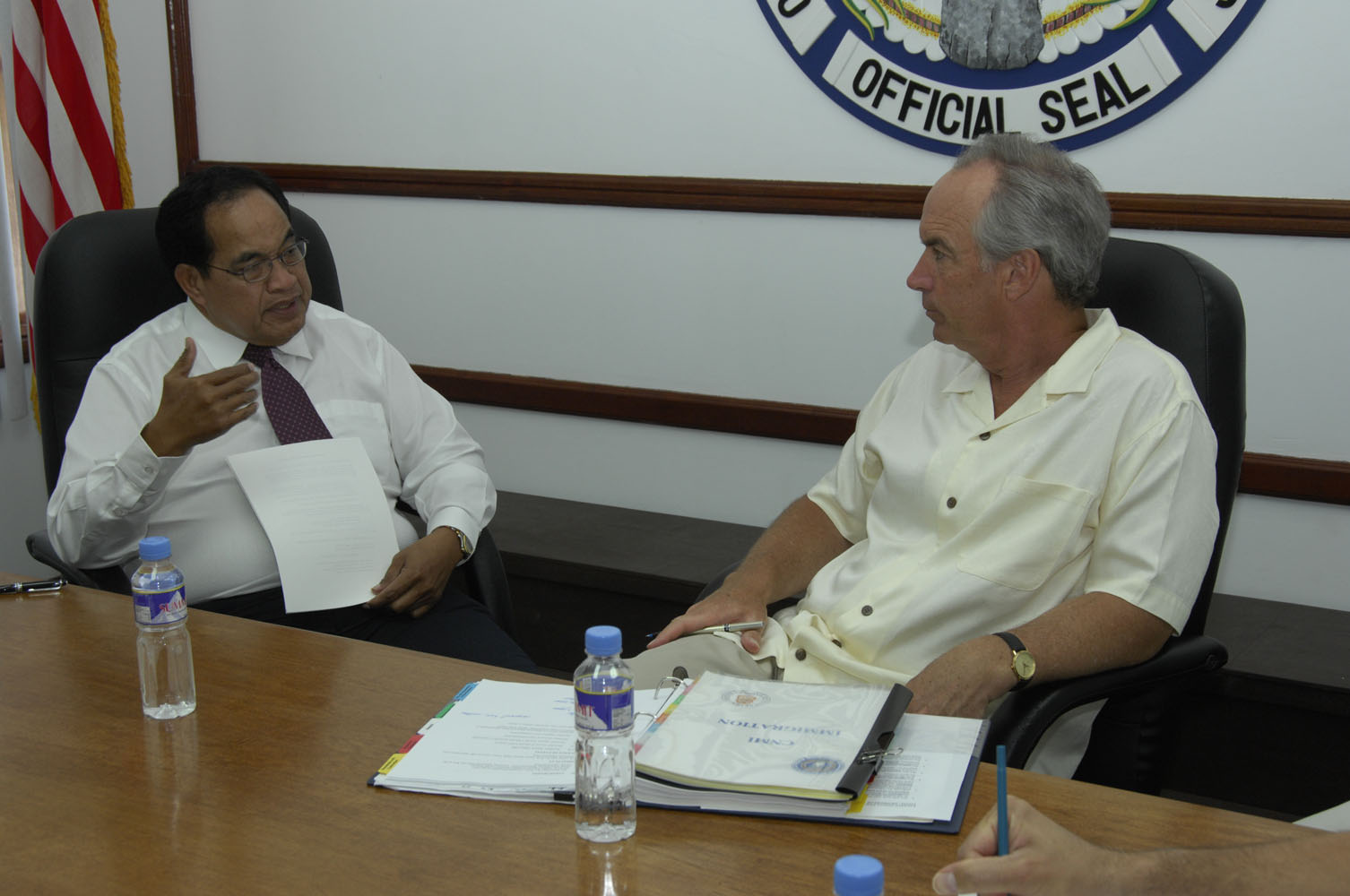
Benigno Fitial och Dirk Kempthorne

Benigno Repeki Fitial, född 27 november 1945 på Saipan, är sedan 2006 Nordmarianernas sjätte guvernör. Han hör till Nordmarianernas karoliniska minoritet. Fitial valdes den 6 november 2003 och tillträdde ämbetet den 9 januari 2006. År 2009 omvaldes han för en andra femårig mandatperiod.
Fitial grundade Covenant Party in 2001 sedan han lämnat det Republikanska partiet. Han återvände till Republikanska partiet den 5 januari 2011, och meddelade att hans mål skulle vara att återförena Convenant Party med republikanerna.